# Liste der Monuments historiques in Haselbourg
Die Liste der Monuments historiques in Haselbourg führt die Monuments historiques in der französischen Gemeinde Haselbourg auf.

## Liste der Bauwerke
| Bezeichnung         | Beschreibung | Standort                 | Kennzeichnung | Schutzstatus | Datum | Bild |
| ------------------- | --- | ------------------------ | ------------- | ------------ | ----- | ---- |
| Camp romain         | Verteidigungsmauer aus Sandstein, unklare Zeitstellung, vermutlich hallstattzeitlich mit gallo-römischer Zweitnutzung | Rue Principale (Lage)    | PA00106778    | Classé       | 1930  |      |
| Kapelle St-Fridolin | Kapellenruine, 13. oder 14. Jahrhundert                                                                               | östlich des Ortes (Lage) | PA00106779    | Classé       | 1898  |      |

## Liste der Objekte
| Bezeichnung | Beschreibung                                                             | Standort                      | Kennzeichnung | Schutzstatus | Datum | Bild |
| ----------- | ------------------------------------------------------------------------ | ----------------------------- | ------------- | ------------ | ----- | ---- |
| Hauptaltar  | Holz, farbig gefasst und vergoldet, zweites Viertel des 18. Jahrhunderts | in der Kirche St-Louis (Lage) | PM57000418    | Classé       | 1990  |      |